# De Veenhoop
De Veenhoop est un village situé dans la commune néerlandaise de Smallingerland, dans la province de la Frise. Son nom en frison est De Feanhoop. Le 1er janvier 2008, le village comptait 269 habitants.